# Yonge Street

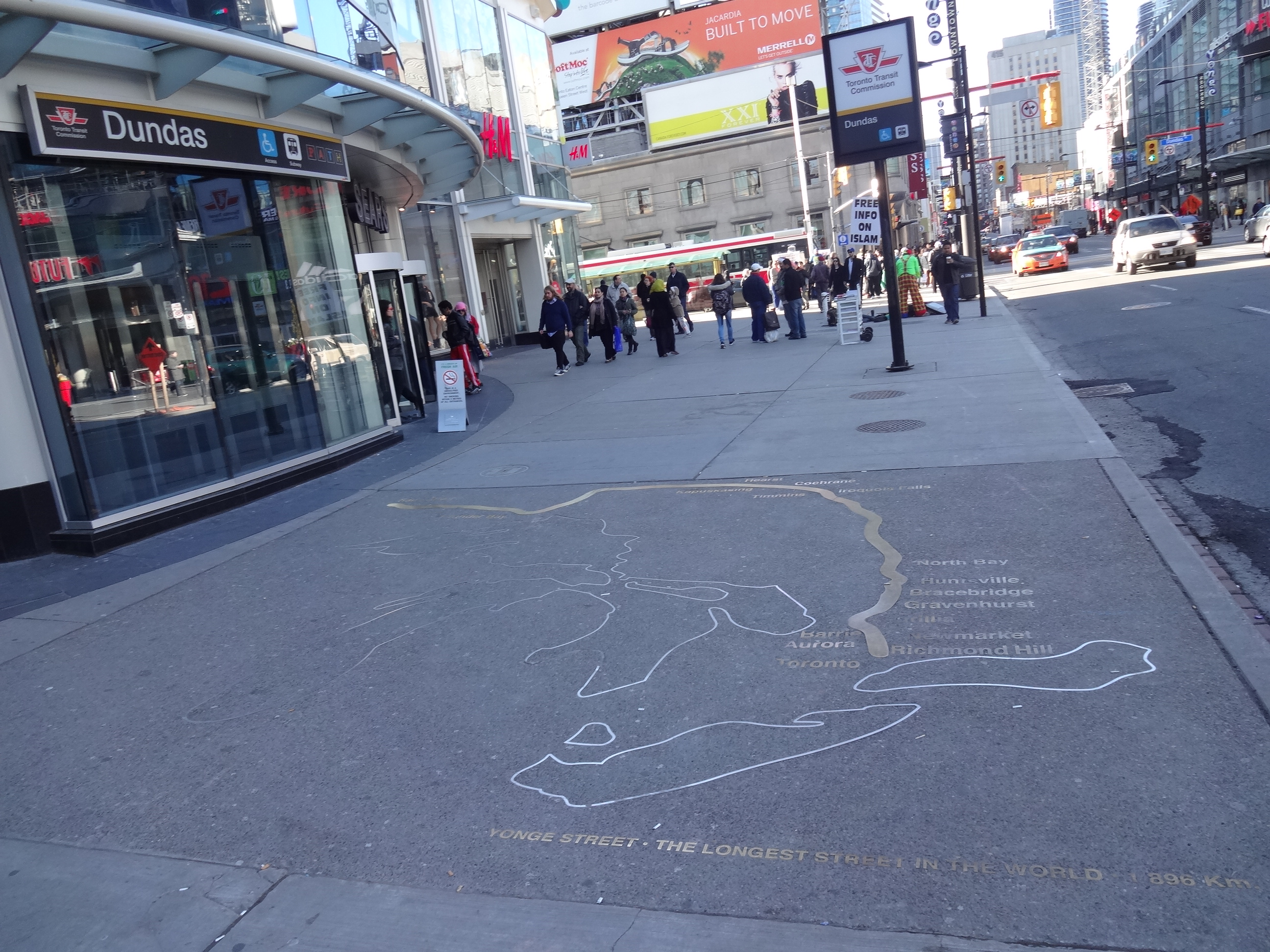
Inscripció a la Yonge-Dundas Square.

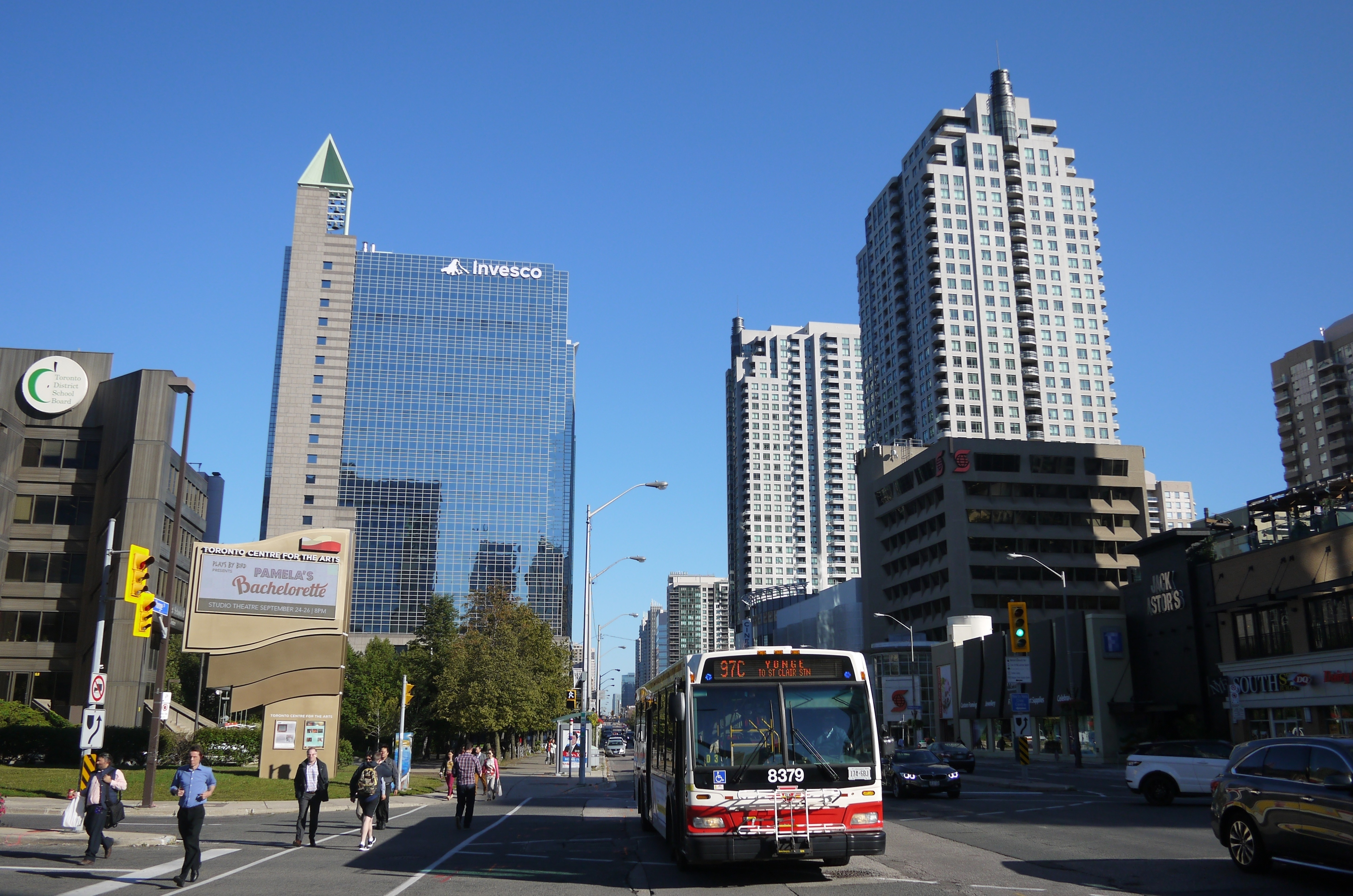
Yonge Street

Yonge Street és una de les principals artèries viàries a Toronto, Ontario, Canadà, i els seus suburbis del nord. És esmentada al Guinness World Records dels Rècords com el carrer més llarg del món, amb 1.896 km (el riu Tajo té 1.006 km de llarg), i és un lloc històric nacional.

Yonge Street és fonamental en la planificació i el disseny de la ciutat de Toronto i de la província d'Ontario. A sota d'ella, funciona la primera línia de metro que va existir al Canadà. Aquest carrer serveix de línia divisòria entre les regions est i oest de les carreteres est-oest de Toronto i la Regió de York.
En Yonge Street s'ubiquen moltes de les atraccions de Toronto, incloent-hi obres de teatre, el Centre Eaton, Yonge-Dundas Square, l'Hoquei Hall of Fame, les oficines del diari Toronto Star, etc. La línia Yonge del metro de Toronto circula sota d'aquest carrer i continua entre King Street i Finch Avenue. La línia Viva Blue BRT circula al llarg de Yonge des Finch fins a la terminal d'autobusos de Newmarket.